# Inion
L'inion è un punto craniometrico che rappresenta la sommità della protuberanza occipitale esterna dell'osso occipitale. In questo punto hanno inserzione il legamento nucale e il muscolo trapezio.
Solitamente viene usato come punto di riferimento per l'applicazione di tecniche di stimolazione cerebrale (per esempio tDCS o TMS) o in fase di montaggio dell'EEG, dove l'inion costituisce uno dei punti di riferimento principali insieme al nasion nel montaggio degli elettrodi secondo il sistema internazionale 10-20.